# Giorgio Modugno
Giorgio Modugno (Genova, 30 aprile 1911 – Mar Mediterraneo, 29 marzo 1941) è stato un militare e marinaio italiano, insignito della medaglia d'oro al valor militare alla memoria nel corso della seconda guerra mondiale.

## Biografia

Il cacciatorpediniere Vittorio Alfieri in navigazione.

Nacque a Genova il 30 aprile 1911, figlio del tenente generale del genio navale Francesco, docente presso l'università di Genova. . Conseguito il diploma di maturità classica a Trieste nel 1930 entrò alla Regia Accademia Navale di Livorno uscendone nel 1933 con la nomina a sottotenente del genio navale. Nel 1935 conseguì la laurea di Ingegneria Navale presso l'Università di Genova e la promozione a tenente. Prestò poi servizio a bordo della nave da battaglia Conte di Cavour seguendone i lavori di ammodernamento e ricostruzione presso i Cantieri Riuniti dell'Adriatico di Trieste, sbarcandone nel 1939.
Promosso capitano si imbarcò in successione sulla nave da battaglia Giulio Cesare, sull'incrociatore pesante Zara e sul cacciatorpediniere Antonio da Noli sul quale si trovò imbarcato all'atto della dichiarazione di guerra a Francia e Gran Bretagna del 10 giugno 1940 e con il quale partecipò poi a numerose missioni di scorta ai convogli navali.
Il 28 marzo 1941 fu trasferito sul cacciatorpediniere Vittorio Alfieri, con l'incarico di capo servizio genio navale della IX Squadriglia C.T., e partecipò subito allo scontro navale di Capo Matapan. Durante lo scontro notturno la sua unità venne ripetutamente colpita dal tiro avversario, e affondò. Rimasto ferito dai ripetuti scoppi delle riservette munizioni, aiutò l'equipaggio ad abbandonare la nave e raggiunse a nuoto una zattare stracarica di marinai. Benché ferito e stremato rinunciò volontariamente a salirvi lasciando il posto a un marinaio inesperto del nuoto, e scomparve in mare. Fu insignito della medaglia d'oro al valor militare alla memoria.